# Marchesato di Montoro (Umbria)

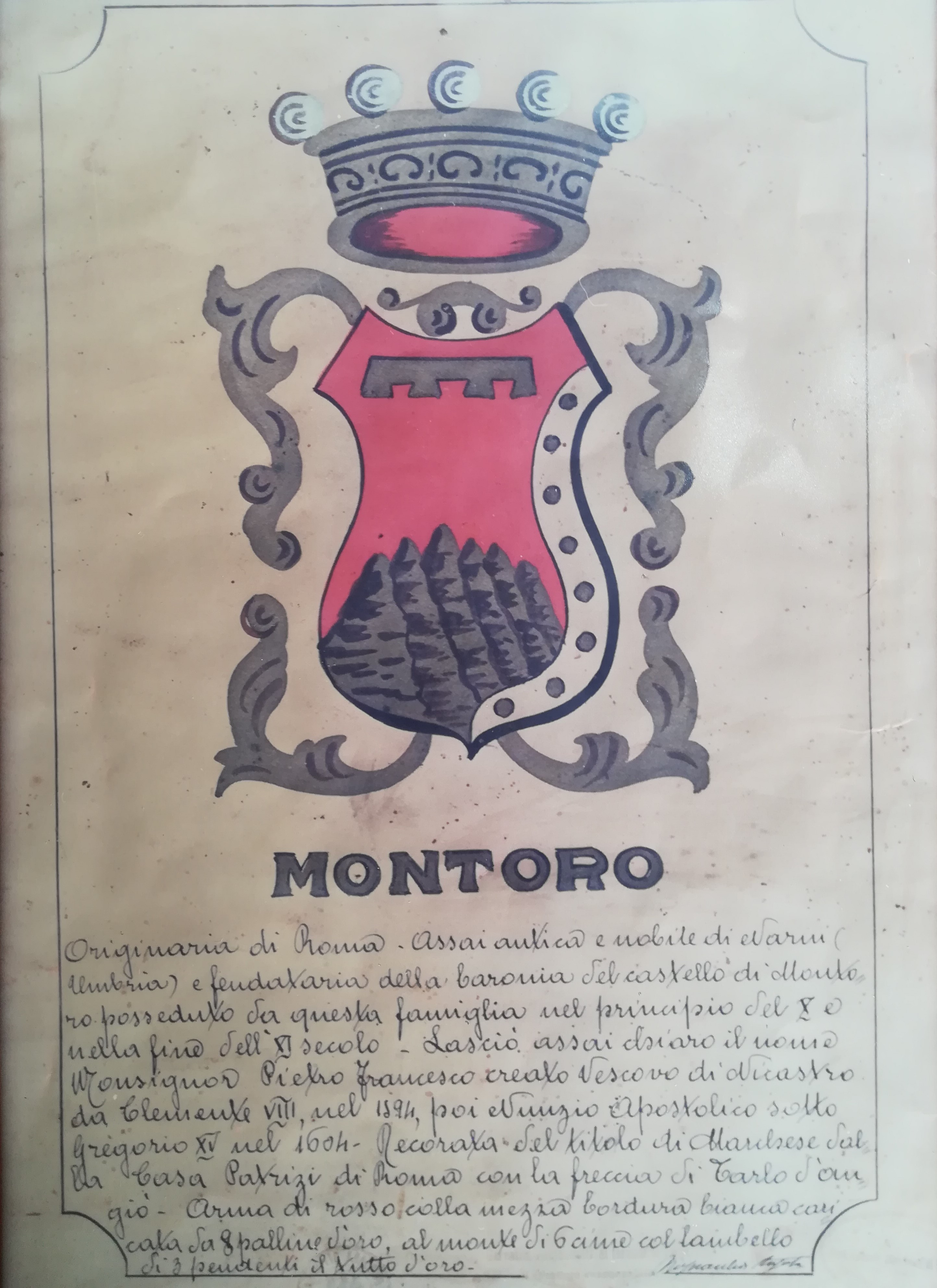

Il marchesato di Montoro è stato un feudo pontificio dall'XI secolo al 1816 e aveva sede sulla collina di forma piramidale, alta 194 metri, su cui ancora si eleva il castello, circondato dal borgo. Attualmente la località si trova nel comune di Narni, in provincia di Terni.
La famiglia feudale reggente per secoli il piccolo territorio era quella dei Montoro, originata da Rinaldo (1224), estintasi nei Patrizi Naro.

## Araldica
Lo stemma dei Montoro era così illustrato: "D'azzurro, al monte di sei cime d'oro, caricato di tre gigli d'oro con la spezzatura di un lambello di rosso, attraversante nel campo."
L'insegna nobiliare dei Naro era descritta nel seguente modo: "D'azzurro a tre crescenti d'argento ordinati in palo".
La blasonatura dell'emblema dei Patrizi era rappresentata in questa maniera: "Fasciato d'argento e di nero".

## Storia
I Montoro ebbero la signoria sull'omonimo colle fin dal 1020, ma il primo a fregiarsi del titolo di conte fu nel 1372 Pietro di Vannello, nipote di Uffreduccio I, che ricevette l'investitura dal papa Gregorio XI, l'ultimo pontefice di Avignone.
Il borgo castello disponeva dei seguenti titolari di privilegi feudali: il balivo, o governatore, era il vicario del conte e rappresentava l'autorità politica all'interno e all'esterno del possedimento; il responsabile della gerenza e dell'amministrazione; il consigliere politico, chiamato a fornire al feudatario suggerimenti economici e comunque inerenti al benessere dei sudditi; il podestà, deputato ad amministrare la giustizia, vigilare sull'ordine pubblico e l'osservanza delle norme dello statuto (emanato nel Quattrocento) che garantiva l'autonomia nei confronti di Narni con una propria guarnigione militare e un carcere locale. Il signore poteva, inoltre, imporre dazi per la circolazione delle persone e dei beni da altri feudi, transito o sosta di soldati e gabelle sul consumo, nonché consentire l'esercizio delle attività di fiere e mercati.
Un personaggio di larghe vedute fu Costantino I Montoro che, nel 1456, difese l'autogoverno del castello contro l'aggressività dei narnesi, ottenendo l'approvazione del Papa. Il conte restaurò e abbellì la rocca, trasformandola in residenza gentilizia con elementi decorativi rinascimentali. Nel 1492 fu realizzata la costruzione della chiesa di Sant'Egidio abate, protettore della famiglia comitale e del maniero. Due anni dopo il borgo subì l'assedio di avventurieri francesi e amerini che causarono ingenti danni. Il conte Gian Battista I, in seguito, dovette sopportare un'ulteriore occupazione da parte di un esercito di Orte. La difesa e tutela del castello erano diventate un'ardua impresa per i Montoro e l'unica soluzione al problema fu di inserirsi opportunamente negli ambienti vaticani, tanto che Gian Francesco ottenne la carica di capitano dell'armata papale al fine di ricomporre territorialmente lo Stato. Il matrimonio di Gian Battista I con Brigida Cesi, esponente di un'insigne casata, fece sì che i Montoro, piccoli nobili di campagna, fossero introdotti a pieno titolo nell'aristocrazia romana: il castello, per onorare la sposa, fu di nuovo arricchito con nuove decorazioni.
Il figlio e successore di Gian Battista I, Costantino II, decise di trasferire la dimora principale a Roma e trascorrere i mesi estivi a Montoro che, in questo periodo, visse in modo tranquillo e pacifico: i montoresi potevano dedicarsi con impegno alle attività agricole (olio, grano, vino). Nel 1592 il papa Clemente VIII, appena eletto (1592-1605), elevò l'erede Gian Battista II al rango di marchese. La famiglia feudale ostentò questo rango, unitamente ad altri titoli, per secoli fino ai giorni nostri.
Il borgo era dominato dal castello, iniziato nel IX secolo e composto dalla residenza e da una solida torre. Nella piazzetta baronale erano stati realizzati una fontana, il palazzetto del balivo e la nuova chiesa di Sant'Egidio (1747) progettata dall'architetto Bartolomeo Bulla, con urna-reliquiario del santo. Un grande torrione di avvistamento, quadrangolare e con merlatura guelfa, infine, caratterizzato da quattro orologi, completava il contesto architettonico del piccolo marchesato, di cui il maniero costituiva il centro politico.
Nel XVII secolo  nella famiglia marchionale si verificarono alcune controversie per la successione, fino ad arrivare al 1631 quando con Costantino III, figlio di Federico e della reggente Porzia Gabrielli, privo di prole, si estinse la stirpe diretta dei Montoro. Il castello e il marchesato passarono alla sorella Dianora e al marito Lorenzo Chigi che inaugurarono la linea dei Chigi Montoro e apportarono significativi miglioramenti alla rocca e al borgo, nel cui cimitero fu eretta la cappella gentilizia dove trovarono sepoltura molti esponenti della casata.
Nel 1719 subentrò nel feudo il pronipote di Dianora e Lorenzo, Giovanni I, sposo di Virginia Patrizi. Nel 1736 gli succedette la figlia Porzia Maria (1752-1835), moglie di Francesco Naro ed ultima marchesa sovrana di Montoro, poi insieme al figlio Giovanni II, fino al 1816, allorché il papa Pio VII la indusse a rinunciare. Giovanni II, in disaccordo con Napoleone I, durante l'occupazione francese, fu da questi fatto arrestare e rinchiudere nel castello d'If. Morì nel 1817. Porzia, deceduta nel 1835, fu tumulata, secondo le sue volontà testamentarie, nella cripta della cappella della Santissima Vergine delle Nevi, accanto ai genitori e al figlio, all'interno della basilica romana di Santa Maria Maggiore. Alla famiglia Patrizi Naro Montoro rimasero, tuttavia, i titoli nobiliari e la proprietà, fino ad oggi, del castello.

## Feudatari di Montoro (1372-1816)

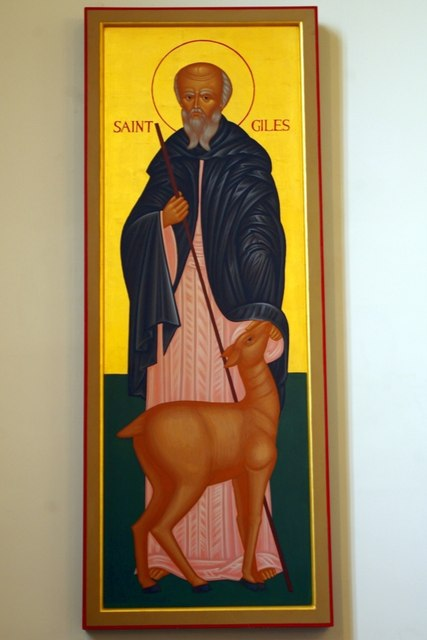
Icona di Sant'Egidio, patrono dei Montoro e del marchesato

## Feudatari di Montoro (1372-1816)[13]
| Titolo   | Nome                                                                    | Periodo   | Coniuge                                                                                  | Note |
| Conte    | Pietro I Montoro                                                        | 1372      |                                                                                          | discendente da Uffreduccio I |
| Conte    | Mattiello                                                               |           |                                                                                          | |
| Conte    | Pellegrino                                                              |           |                                                                                          | |
| Conte    | Domenico                                                                |           |                                                                                          | |
| Conte    | Costantino I                                                            | 1456-1492 | Giovanna Cefasso Diamante Lombardi                                                       | |
| Conte    | Gian Francesco I                                                        | 1492-1503 | Livia Eroli                                                                              | |
| Conte    | Gian Battista I                                                         | 1503-1552 | Brigida Cesi                                                                             | reggenti gli zii Gianbernardo ed Egidio |
| Conte    | Costantino II                                                           | 1552-1592 | Dianora Cortesi                                                                          | |
| Marchese | Gian Battista II                                                        | 1592-1616 | Girolama Pallavicino                                                                     | |
| Marchese | Federico I                                                              | 1616-1631 | Porzia Gabrielli, reggente al posto del marito, assunse il titolo di marchese di Montoro | fratello di Gian Battista I |
| Marchese | Costantino III                                                          | 1631-1681 | Olimpia Marescotti                                                                       | ultimo dei Montoro |
| Marchesa | Dianora                                                                 | 1681-1691 | Lorenzo Chigi                                                                            | sorella di Costantino III |
| Marchese | Lorenzo Chigi Montoro                                                   | 1681-1697 | Laura Lancellotti                                                                        | coreggente e figlio di Dianora e Lorenzo |
| Marchese | Ludovico Chigi Montoro                                                  | 1697-1719 | Drusilla Santacroce                                                                      | |
| Marchese | Giovanni I Chigi Montoro                                                | 1719-1772 | Virginia Patrizi                                                                         | ultimo dei Chigi Montoro |
| Marchesa | Porzia Maria Patrizi Chigi Montoro con Giovanni II Patrizi Naro Montoro | 1772-1816 | Francesco Naro                                                                           | ultima feudataria e figlia di Giovanni I, condivise il feudo con il figlio ed erede Giovanni II Patrizi Naro Montoro, morto nel 1817 e sposato con Cunegonda di Sassonia, dal quale discendono gli attuali marchesi |